# Amischotolype tenuis
Amischotolype tenuis là một loài thực vật có hoa trong họ Commelinaceae. Loài này được (C.B.Clarke) R.S.Rao mô tả khoa học đầu tiên năm 1971.